# Kalošević (Federacja Bośni i Hercegowiny)
Kalošević – wieś w Bośni i Hercegowinie, w Federacji Bośni i Hercegowiny, w kantonie zenicko-dobojskim, w gminie Tešanj. W 2013 roku liczyła 1154 mieszkańców, z czego większość stanowili Boszniacy.